# Odescalchi Livius
Odescalchi Livius herceg (Szolcsány, 1863. április 25. – Szolcsány, 1938. augusztus 21.) földbirtokos.

## Élete
Szülei Odescalchi Artúr földbirtokos, történész és első felesége Lopresti Eugenia bárónő. Első felesége 1887-től Zejkfalvai Zeyk Ilona bárónő, második felesége Wolf Mária. Gyermekei Margit, Antónia Anna Mária Ignatia Aloysia Regina, Mária, Anna Ágnes Mária Delores, Károly Borromeo (1896) és Eugenia Mária Ágnes (1898; Lipthay Béla felesége).
Gyerekkorát a szolcsányi kastélyban töltötte, de telente Pozsonyban éltek. 1891-től császári-királyi kamarás. Apja örökségével szembefordulva identitást váltott, és 1923-ban a szlovákiai nemesség szláv eredetét hangoztatva, a csehszlovák állam támogatására szólított fel. Együttműködött a Matica slovenskával, a Szlovák Múzeumi Társasággal (Muzeálna slovenská spoločnosť), illetve a bécsi Antropológiai Társasággal. 1926-ban megbízták a salzburgi antropológiai kongresszuson való részvétellel.
Neves lótenyésztő volt, de lovait pénzszűke miatt többször el kellett adnia.
Hagyatéka van a Matica slovenská levéltárában is.

## Művei
- 1922 Über den vorgeschlichtligen Festungswall auf dem Berge Tribeč. Sitzungsberichte der Anthropologischen Gesellschaft in Wien, Jahrgang 1921–1922. Wien, 13–18. (szlovákul kéziratban: O prähistorickom pevnostnom vale na vrchu Tribči)